# Dudits Dénes
Dudits Dénes (Mosonmagyaróvár, 1943. október 5. –) Széchenyi-díjas magyar növénygenetikus, biotechnológus, a Magyar Tudományos Akadémia rendes tagja. A növényi molekuláris és sejtbiológia, valamint a biotechnológia nemzetközi hírű tudósa. Több gazdasági növénynél hatékony növényregenerációs rendszert dolgozott ki. 1997 és 2009 között az MTA Szegedi Biológiai Központ főigazgatója, 2008-ban az MTA élettudományi alelnökévé választották.

## Életpályája
1962-ben érettségizett a győri Révai Miklós Gimnáziumban, majd felvették a Gödöllői Agrártudományi Egyetem Mezőgazdasági Karára (GATE), ahol 1966-ban szerzett kitüntetéssel agrármérnöki diplomát. 1968-ban védte meg egyetemi doktori értekezését. 1974 és 1975 között tanulmányúton volt a saskatooni Prairie Regional Laboratóriumban (Kanada), ahol jártasságot szerzett a növényi protoplasztok fuzionáltatásában és a szomatikus hibridizációban.
Diplomájának megszerzése után ösztöndíjas aspiráns lett a GATE-n a borsómutánsok genetikai és élettani vizsgálata témában, majd 1970-ben átkerült a Magyar Tudományos Akadémia Szegedi Biológiai Központjába, ahol a Genetikai Intézetben megalapította a búza szövettenyésztési és sejtgenetikai laboratóriumot. 1982 és 1983 években a Harvard Egyetem, valamint a Massachusettsi Központi Kórház Molekuláris Biológiai Osztálya vendégprofesszora volt. Hazatérte után megszervezte a növény sejtosztódási és differenciálódási csoportot, majd 1989-ben az SZBK Növénybiológiai Intézetének igazgatójává nevezték ki. Ezt a feladatot 10 évig látta el, közben 1997-től főigazgatóként irányítja az MTA SZBK működését, csoportvezetői beosztását 2005-ig megtartotta. 1998 és 2001 között Széchenyi professzori ösztöndíjas volt. A Szent István Egyetem és a Szegedi Tudományegyetem címzetes egyetemi tanári címet adott Duditsnak.
1972-ben védte meg a biológiai tudományok kandidátusi, 1982-ben akadémiai doktori értekezését, bekerült a Szegedi Akadémiai Bizottságba, a Mezőgazdasági Biotechnológiai és az Agráretikai Bizottságba. 1990-ben a Magyar Tudományos Akadémia levelező, 1995-ben pedig rendes tagjává választották. Nevéhez fűződik az MTA Növényélettani Bizottság megalapítása, amelynek elnöke 2002-től 2004-ig. A Magyar Akkreditációs Bizottság Plénumának tagjaként ellátta a biológiai bizottság elnöki feladatát is. Az Európai Akadémia tagja.
Számos magyar és nemzetközi tudományos társaságban dolgozik. Tagja volt a Nemzetközi Sejtkutatási Szervezet (ICRO) tanácsának és az Európai Növénytudományi Szervezet (EPSO) igazgatótanácsának, valamint a Barabás Zoltán Biotechnológiai Egyesület és a Szegedi Biopolisz Élettudományi Konzorcium alapító elnöke. Megválasztott tagja az Európai Molekuláris Biológiai Szervezetnek (EMBO).
Az Acta Biologica Hungarica, a Plant Science, a Plant Cell Report, a The Plant Journal és az In Vitro Cellular and Developmental Biology-Plant folyóiratok szerkesztőbizottságában tevékenykedett, illetve vesz részt.

## Munkássága
Kutatási területei az agrár-biotechnológia, a növényi molekuláris és sejtgenetika, a génátviteli rendszerek kifejlesztése, a növényi gének izolálása, amelyek részt vesznek a sejtosztódási ciklus szabályozásában, illetve a környezeti stresszválaszokban.
Fontos kezdeményezése az aszimmetrikus szomatikus hibridizáció módszerének kidolgozása az egymással nem keresztezhető fajok közötti génátvitel megvalósítása érdekében. Koncz Csabával a kukorica mitokondriális plazmid klónozásával indították el Magyarországon a rekombináns-DNS-módszerek használatát növényi rendszerekben, illetve munkatársaival a világon elsőként közölték transzgenikus lucernanövények előállítását. A hisztongének izolálása és jellemzése jelentős nemzetközi érdeklődést váltott ki.
Mórocz Sándor kukoricanemesítővel közösen kidolgozták és szabadalmaztatták a kukorica protoplasztokból történő növényregeneráció rendszerét. Több közleményben számoltak be transzgenikus kukoricagenotípusok előállításáról. A növényi sejtek totipotenciáján alapuló szomatikus embriogenezis molekuláris folyamatainak vizsgálta során nemzetközileg versenyképes kezdeményezésük volt a ciklinfüggő kinázgének izolálása lucernából, amivel új kutatási irányok kezdődtek a növényi sejtciklus kutatásban. Munkatársaival aktív szerepet vállalt a ciklin-, foszfatáz-, inhibitor-, retinoblasztoma növényi gének és fehérjék funkcionális jellemzésben.
A két alkalommal megszervezett Búzakonzorcium koordinátoraként, közös programba integrálta a hazai búzakutatásokat a funkcionális genomikától egészen a fajta-előállító nemesítésig.
A génmódosított növények kapcsán több tudományos közéleti vitát kezdeményezett .

## Családja
1968-ban nősült, felesége tanár. Házasságából egy leány- és két fiúgyermeke született.

## Díjai, elismerései
- Körber-díj (1994)
- Széchenyi-díj (1995) – A növényi molekuláris és sejtbiológia területén a génátviteli rendszerek kifejlesztésében elért nemzetközileg új eredményekért, amelyek egyúttal alapot adnak a hazai technológiai fejlesztésekhez a növénynemesítésben.
- Jedlik Ányos-díj (2001)
- Szegedért Alapítvány Tudományos Kuratórium díja (2003)

## Főbb publikációi
Több mint kétszáz tudományos közlemény, ebből nyolc könyv és hét könyvfejezet szerzője, társszerzője.
Angol nyelvű publikációk (társszerzőként):
- Transformation of Medicago by Agrobacterium-mediated Gene Transfer (Plant Cell Reports 5: 97-100., 1986)
- Complementation of a Yeast Cell Cycle Mutant By an Alfalfa cDNA Encoding a Protein Kinase Homologous to p34cdc2 (Proc Natl Acad Sci USA 88: 1636-1640., 1991)
- Molecular and Cellular Approaches to the Analysis of Plant Embryo Development From Somatic Cells in Vitro (J. Cell Science 99: 473-482., 1991)
- Plants Expressing the Iron-binding Protein, Ferritin Ectopically are Tolerant to Oxidative Damage and Pathogens (Nature Biotechnology 17: 192-196., 1999)
- A Novel Aldose/Aldehyde Reductase Protects Transgenic Plants Against Lipid Peroxidation Under Chemical and Drought Stresses (The Plant Journal, 24: 437-446., 2000)
- Dicot and Monocot Plants Differ in Retinoblastoma-related Protein Subfamilies (Journal of Experimental Botany. 58(7): 1663-1675., 2007)

Magyar nyelvű publikációk
- Fuzionált sejtek, hibrid növények (1982)
- Növénybiotechnológia (Heszky Lászlóval, 1990)
- Növényi biotechnológia és géntechnológia (Heszky Lászlóval, 2003)
- A búza nemesbítésének tudománya. A funkcionális genomikától a vetőmagig (MTA Szegedi Biológiai Központ – Winter Fair Kft. Szeged, pp 334., ISBN 978-963-87189-2-1, szerk., 2006)
- Zöld géntechnológia és agrárinnováció (Barabás Zoltán Biotechnológiai Egyesület – Winter Nyomda Kft., Szeged, pp 200. ISBN 978-963-06-7742-4, szerk., 2009)